# Jean-Michel Lucenay
Jean-Michel Lucenay, född 25 april 1978 i Fort-de-France, är en fransk fäktare.
Lucenay blev olympisk guldmedaljör i värja vid sommarspelen 2016 i Rio de Janeiro.